# Mark Blundell
Mark Blundell (8 d'abril del 1966, Barnet, Londres, Anglaterra) és un pilot de curses britànic que va arribar a disputar curses de Fórmula 1.
Mark Blundell va debutar a la primera cursa de la temporada 1991 (la 42a temporada de la història) del campionat del món de la Fórmula 1, disputant el 10 de març del 1991 el G.P. dels Estats Units al circuit de Phoenix. Va participar en un total de seixanta-tres curses puntuables pel campionat de la F1, disputades en quatre temporades no consecutives (1991 i 1993 - 1995), aconseguint una tercera posició (en tres ocasions) com millor classificació en una cursa i assolí un total de trenta-dos punts pel campionat del món de pilots.

## Resultats a la Fórmula 1
| Any  | Equip                         | Xassís        | Motor    | 1       | 2       | 3       | 4       | 5       | 6       | 7       | 8       | 9       | 10      | 11    | 12      | 13      | 14      | 15      | 16      | 17    | Posició | Punts |
| ---- | ----------------------------- | ------------- | -------- | ------- | ------- | ------- | ------- | ------- | ------- | ------- | ------- | ------- | ------- | ----- | ------- | ------- | ------- | ------- | ------- | ----- | ------- | ----- |
| 1991 | Motor Racing Developments Ltd | Brabham       | Yamaha   | USA Ret | BRA Ret |         |         |         |         |         |         |         |         |       |         |         |         |         |         |       | 18è     | 1     |
| 1991 | Motor Racing Developments Ltd | Brabham       | Yamaha   |         |         | SMR 8   | MON Ret | CAN NVQ | MEX Ret | FRA Ret | GB Ret  | ALE 12  | HON Ret | BEL 6 | ITA 12  | POR Ret | ESP Ret | JAP NVQ | AUS 17  |       | 18è     | 1     |
| 1993 | Ligier Gitanes Blondes        | Equipe Ligier | Renault  | SUD 3   | BRA 5   | EUR Ret | SMR Ret | ESP 7   | MON Ret | CAN Ret | FRA Ret | GBR 7   | ALE 3   | HON 7 | BEL 11  | ITA Ret | POR Ret | JAP 7   | AUS 9   |       | 10è     | 10    |
| 1994 | Tyrrell                       | Tyrrell       | Yamaha   | BRA Ret | PAC Ret | SMR 9   | MON Ret | ESP 3   | CAN 10  | FRA 10  | GBR Ret | ALE Ret | HON 5   | BEL 5 | ITA Ret | POR Ret | EUR 13  | JAP Ret | AUS Ret |       | 12è     | 8     |
| 1995 | Marlboro McLaren-Mercedes     | McLaren       | Mercedes | BRA 6   | ARG Ret | SMR     | ESP     |         |         |         |         |         |         |       |         |         |         |         |         |       | 10è     | 13    |
| 1995 | Marlboro McLaren-Mercedes     | McLaren       | Mercedes |         |         |         |         | MON 5   | CAN Ret | FRA 11  | GB 5    | ALE Ret | HON Ret | BEL 5 | ITA 4   |         |         | PAC 9   | JAP 7   | AUS 4 | 10è     | 13    |
| 1995 | Marlboro McLaren-Mercedes     | McLaren       | Mercedes |         |         |         |         |         |         |         |         |         |         |       |         | POR 9   | EUR Ret |         |         |       | 10è     | 13    |

### Resum
| Curses: | Victòries: | Pòdiums: | Poles: | Voltes ràpides: | Punts: |
| ------- | ---------- | -------- | ------ | --------------- | ------ |
| 63 (61) | 0          | 3        | 0      | 0               | 32     |